# Paracrania chrysolepidella
Paracrania chrysolepidella is een vlinder uit de familie purpermotten (Eriocraniidae). De wetenschappelijke naam is voor het eerst geldig gepubliceerd in 1851 door Zeller.
De soort komt voor in Europa.